# 伊万里市立伊万里小学校
伊万里市立伊万里小学校（いまりしりつ いまりしょうがっこう）は佐賀県伊万里市脇田町にある市立小学校。略称「伊小（いしょう）」。

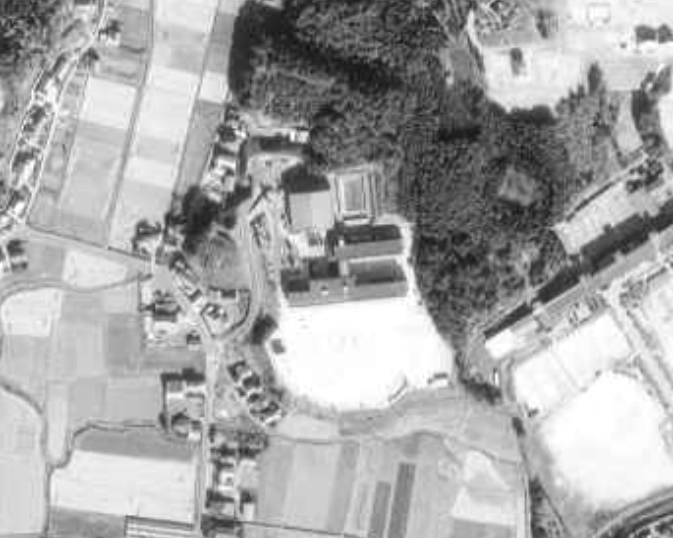

## 概要
歴史
1873年（明治6年）に「啓蒙舎」として創立される。数回の改組・改称を経て、現校名になったのは1954年（昭和29年）。2018年（平成30年）には創立145周年を迎えた。
校訓
「心豊かに 健やかに」
校章
校名の「伊」、「万」、「里」の文字を組み合わせて図案化したもの。
校歌
1957年（昭和32年）制定。作詞は片岡繁男、作曲は平岡均之による。歌詞は3番まであり、各番に校名の「伊万里小学校」が登場する。
通学区域
住所表記で「伊万里市」の後に「東新町、上仲町、仲町、幸善町、本町一～四丁目、搦町、上土井町、下土井町、浜町、今町、元町、立町、朝日町、上黒尾町、相生町、船屋町、陣内、松島、下松島、脇田、上ノ山、平山、岩立、木須東、弁天町、蓮池町、中井樋、東八、西八の一部（字有田一本松に限る）、川東の一部（字笹尾に限る）」が続く地域。
中学校区は伊万里市立啓成中学校。

## 沿革
- 1873年（明治6年）5月1日- 「啓蒙舎」が開校。間もなく「伊万里小学校」と改称。初代校長には多久の儒者、草場廉（船山）が就任[2] 。
- 1875年（明治8年）11月2日 -  町裏4107番地の伊万里県庁予定地跡（現・伊万里簡易裁判所の位置）に校舎を新築し、伊万里女児小学校とする。
  - 元の校舎を男児校とする。
- 1878年（明治11年）- 今岳戸長係を統合し、町裏分教場を設置。
- 1883年（明治16年）- 町裏分教場が町裏小学校として分離独立。
- 1885年（明治18年）- 幸善町の加志田豊樹宅と井本弥一宅を男児の分教場とする。
- 1886年（明治19年）- 伊万里小学校（男児校）と伊万里女児小学校を統合。女児校を本校とし、幸善町の両校舎を分教場とする。
- 1887年（明治20年）
  - この年 - 小学校令の施行により、尋常科（4年制、義務教育年限）を設置の上、「尋常伊万里小学校」に改称（後に「伊万里尋常小学校」に改称）。また、高等科（4年制）を設置の上、「高等伊万里小学校」（後に「伊万里高等小学校」）が併設される。
  - 10月 - 新校舎が完成。
- 1890年（明治23年）- 児童数の増加により校舎が狭くなり、旧郡役所跡に高等科1年と3年が移転する。専任校長を設置。
- 1892年（明治25年）- 伊万里高等小学校の運営が伊万里町単独から、伊万里町外四カ村[3]組合に変更となり、伊万里町外四カ村組合立伊万里高等小学校となる。
- 1898年（明治31年）- 伊万里尋常小学校東隣の丘陵地、元郡役所跡に伊万里高等小学校の新校舎が完成し、尋常小学校との併設を解消。
- 1900年（明治33年）4月 - 伊万里町外四カ村学校組合立伊万里商業補習学校（2年制）が伊万里高等小学校に併設される。
- 1902年（明治35年）- 併設の伊万里商業補習学校が、伊万里商業学校（3年制）に昇格。
- 1907年（明治40年）- 併設の商業学校の運営が西松浦郡に移管され、西松浦郡立伊万里商業学校となる。
- 1908年（明治41年）- 義務年限が4年から6年に延長される（尋常科4年・高等科4年が「尋常科6年・高等科2年」となる）。
- 1914年（大正3年）
  - 3月 - 伊万里町外四ヶ村組合立伊万里高等小学校が組合を解散[4]。
  - この年 - 「伊万里町外二カ村組合立伊万里公民学校」（青年訓練所充当）が開校[5]。
- 1915年（大正4年）- 高等科を併置し、「伊万里尋常高等小学校」に改称[4]。
- 1920年（大正9年）- 校区改定により、伊万里町のみとなる。
  - 併設の商業学校の新校舎が完成し、併設を解消。
- 1922年（大正11年）- 開校50周年を記念し、教育奨励会を設置。
- 1928年（昭和3年）- 牧島村が伊万里町に編入され、「伊万里第一尋常高等小学校」と改称[6] 。
  - 牧島第一尋常高等小学校が伊万里第二尋常高等小学校となる[6]。
  - 牧島第二尋常高等小学校（伊万里市立牧島小学校の前身）が伊万里第三尋常高等小学校となる[6]。
- 1929年（昭和4年） 4月 - 高等科を3年に延長。青年訓練所が併置される。
- 1932年（昭和7年）- 高等科が廃止され、「伊万里第一尋常小学校」に改称。尋常科修了者は中等学校（旧制中学校・高等女学校・実業学校等）に進学する者を除き、伊万里町外二カ村組合立伊万里公民学校に入学することになる[7][8] 。
- 1933年（昭和8年）- 伊万里第二尋常小学校を統合。東木須が校区に編入される。松島搦（まつしまからみ）[9]に鉄筋校舎が完成。
  - これにより、伊万里第三尋常小学校が「伊万里第二尋常小学校」に改称。
- 1935年（昭和10年）- 青年学校令の施行により、伊万里公民学校の男子部を「伊万里高等実業青年学校」、女子部を「伊万里実践女学校」に改組。
- 1941年（昭和16年）4月 - 国民学校令の施行により、「伊万里第一国民学校」（初等科6年）と改称。
- 1943年（昭和18年）4月 - 高等科（2年制）を併置[10] 。
- 1947年（昭和22年）4月 - 学制改革（六・三制の実施）により、国民学校初等科を「伊万里町立第一小学校」に改組・改称。
  - 高等科は青年学校とともに、新制中学校「伊万里町立伊万里中学校」に改組される。当初小学校校舎の一部を貸与。
- 1948年（昭和23年）- 教育奨励会を解散し、育友会を設置。
- 1949年（昭和24年）- 学校給食室が完成。
- 1950年（昭和25年）4月1日 - 「伊万里町立中部小学校」と改称。
- 1951年（昭和26年）- プールが完成。
- 1952年（昭和27年）8月 - 校舎の大補修を実施。三笠宮崇仁親王が来校。
- 1954年（昭和29年）4月 - 町村合併・市制施行により「伊万里市立伊万里小学校」（現校名）と改称。
- 1956年（昭和31年）6月 - 完全給食を実施。学校図書館が完成。
- 1957年（昭和32年）2月 - 校歌を制定。
- 1960年（昭和35年）11月 - 新校旗を制定。
- 1965年（昭和40年）4月 - 特殊学級を設置。
- 1967年（昭和42年）2月 - 給食自校調理方式から給食センター調理方式に変更。
- 1978年（昭和53年）4月 - 情緒障害学級を開設。
- 1980年（昭和55年）10月- 現在地に新校舎が完成し、移転を完了。
- 1981年（昭和56年）- 旧校舎を解体。跡地は現在伊万里市民センターや伊万里公民館となっている。
- 1990年（平成2年）- 韓国釜山市城南国民学校との交流が行われる。
- 1991年（平成3年）4月 - 伊万里市立伊万里中学校から伊万里市立啓成中学校が分離したため、中学校区が啓成中学校に変更となる。
- 1998年（平成10年）- コンピュータ室を設置。

## 交通
最寄りの鉄道駅
- 「伊万里駅」
  - JR九州 筑肥線
  - 松浦鉄道（MR）西九州線

最寄りのバス停留所
- 伊万里市コミュニティバス いまりんバス「伊万里市民会館前」バス停

最寄りの幹線道路
- 佐賀県道321号黒川松島線 「伊万里市民センター入口」交差点

## 周辺
- 佐賀県立伊万里実業高等学校商業キャンパス（旧佐賀県立伊万里商業高等学校）
- 伊万里市立啓成中学校
- 啓成郵便局

## 参考資料
- 「伊万里市史 教育・人物編」（2003年（平成15年）3月31日発行, 伊万里市）p.334- p.338